# Arkéa-B&B Hotels Women
Das Team Arkéa-B&B Hotels Women ist ein Radsportteam im Frauenradsport aus Frankreich mit Sitz in Bruz.

## Organisation und Geschichte
Das Team wurde 2020 gegründet und ist das Frauenradsportteam des Betreibers Pro Cycling Breizh, zu dem auch das UCI WorldTeam Arkéa-B&B Hotels gehört. Hauptsponsor des Teams ist der Finanzdienstleister Arkéa, zur Saison 2024 kam die Hotelkette B&B Hotels als zweiter Titelsponsor hinzu. 2020 war das Team als UCI Women’s Team lizenziert, seit 2021 als UCI Women’s Continental Team. 
Den ersten internationalen Sieg erzielte bereits in der ersten Saison Pauline Allin mit dem Gewinn einer Etappe Tour Cycliste Féminin International de l’Ardèche. Seit dem Start der Tour de France Femmes erhielt das Team jedes Jahr eine Einladung zur Rundfahrt. Bei der Austragung 2024 kam Maëva Squiban bei der Bergankunft der 7. Etappe vor allen Favoritinnen als Zweite ins Ziel und erreichte die bisher beste Platzierung für das Team.
2025 gehörte die Mannschaft zu den ersten sieben Frauenteams, die eine Lizenz als UCI Women’s ProTeam erhielten.

## Mannschaft 2025
| Teamkader 2025                                  | Teamkader 2025   | Teamkader 2025 | Teamkader 2025                           |
| Name                                            | Geburtsdatum     | Land           | Vorheriges Team                          |
| ----------------------------------------------- | ---------------- | -------------- | ---------------------------------------- |
| Laura Asencio                                   | 14. Mai 1998     | Frankreich     | Ceratizit-WNT Pro Cycling (2024)         |
| Rafelle Carrier (1. Aug.–31. Dez., Stagiaire)   | 5. Juni 2007     | Kanada         |                                          |
| Valentina Cavallar                              | 7. März 2001     | Österreich     |                                          |
| Lotte Claes                                     | 5. Mai 1993      | Belgien        | Stade Rochelais Charente-Maritime (2023) |
| Maaike Coljé                                    | 7. März 1997     | Niederlande    | Massi Tactic (2022)                      |
| Danielle De Francesco                           | 23. Oktober 1992 | Australien     | Zaaf Cycling Team (2023)                 |
| Michaela Drummond                               | 5. April 1998    | Neuseeland     | Farto-BTC (2023)                         |
| Emilia Fahlin                                   | 24. Oktober 1988 | Schweden       | FDJ-Suez (2023)                          |
| Amandine Fouquenet                              | 19. Februar 2001 | Frankreich     | UC Vern-sur-Seiche (2019)                |
| Clémence Latimier (1. Aug.–31. Dez., Stagiaire) | 24. August 2003  | Frankreich     | Team Féminin Chambéry (2024)             |
| Océane Mahé                                     | 12. Februar 2002 | Frankreich     | UVCA Troyes (2023)                       |
| Titia Ryo                                       | 7. Januar 2005   | Frankreich     |                                          |
| Maurène Trégouët                                | 28. Februar 2004 | Frankreich     | Breizh Ladies (2022)                     |
| Marjolein van 't Geloof                         | 27. März 1996    | Niederlande    | Hess Cycling Team (2024)                 |
|                                                 |                  |                |                                          |
| Quelle: ProCyclingStats                         |                  |                |                                          |

## Erfolge als Continental Team
| Rennserie                 | 2020 | 2021 | 2022 | 2023 | 2024 |
| ------------------------- | ---- | ---- | ---- | ---- | ---- |
| UCI Women’s WorldTour     | -    | -    | -    | -    | -    |
| andere UCI-Rennen         | 1    | -    | 1    | 4    | 4    |
| nationale Meisterschaften | -    | 1    | 1    | -    | 1    |

## Platzierungen in der UCI-Weltrangliste
| UCI Ranking | UCI Ranking | UCI Ranking                  | UCI Ranking |
| Jahr        | Teamwertung | Einzelwertung                |             |
| ----------- | ----------- | ---------------------------- | ----------- |
| 2020        | 25.         | Sandra Lévénez (77. )        |             |
| 2021        | 18.         | Gladys Verhulst-Wild (52. )  |             |
| 2022        | 29.         | Julija Birjukowa (135. )     |             |
| 2023        | 39.         | Danielle De Francesco (85. ) |             |
| 2024        | —           | Maëva Squiban (104. )        |             |
|             |             |                              |             |
| Quelle: UCI |             |                              |             |